# Lustrafjorden
61°18′30″N 7°18′36″Ø / 61.30833°N 7.31000°Ø
Lustrafjorden er en ca. 40 km lang nordlig arm af Sognefjorden. Lustrafjorden ligger i Luster kommune i Vestland fylke i Norge.
Fjorden begynder ved Ombandsnes, hvor Sognefjorden deler sig i Lustrafjorden, som går mod nord, og Årdalsfjorden mod øst. Ved Urnes, hvor Urnes stavkirke ligger, drejer fjorden mod nordøst, og fortsætter til landsbyen Skjolden ved enden af fjorden, hvor filosoffen Ludwig Wittgenstein boede en del af sit liv. Omkring 10 km nord for Urnes går sidefjorden Gaupnefjorden ind mod nordvest. 
Fjorden er omringet af høje og bratte bjergsider med Hurrungane (der er  den sydvestlige del af Jotunheimen)  og Skagastølstindane øst for fjorden nordlige del, og Jostedalsbræen mod nordvest. Fra bjergene munder flere høje vandfald ud i fjorden, hvoraf det største og mest kendte er Feigumfossen. I fjorden udmunder også flere store og kraftrige floder, med nogle af landets største vandkraftværker, som Skagen kraftværk i Fortun og Jostedal kraftværk ved Gaupne.